# 限定符
限定符（げんていふ）とは、表語文字を含む文字体系において同音異義を区別するために文字に付け加える文字や記号である。

## ヒエログリフ
ヒエログリフでは、表音文字と組み合わせて使う、意味だけ示して発音されない文字を限定符と呼ぶ。決定詞（けっていし）と呼ぶこともある。逆に、表語文字の発音を明示するために付け加える文字もあり、音声補充と呼ばれるが、両方を限定符と見なすこともある。

## 楔形文字
楔形文字の文字の一部はシュメール語の単語の表記で名詞や固有名詞の前または後ろに付加されて限定符として機能することがあった。限定符は通常は1個であるが複数付加される場合もある。アッカド語やヒッタイト語の表記にもシュメール語起源の限定符が受け継がれた。ラテン文字を用いた翻字では、大文字で表された文字名を上付きにすることによって限定符として用いられていることを示す。
- 𒄑 GIŠ : 木および木製品
- 𒆳 KUR : 国
- 𒌷 URU : 都市 (KI が続くことが多い)
- 𒇽 LÚ : 個人および職業
- 𒇽𒈨𒌍 LÚ.MEŠ : 民族および人々
- 𒈗 LUGAL : 王
- 𒀭 DINGIR : 神
- 𒂍 É : 建物および神殿

## 漢字
漢字では、意味または音を示すために加えられる偏旁が限定符であり、字形の一部になっている。意味を表す部首を義符（ぎふ）または意符（いふ）、音を表す部首を声符（せいふ）または音符（おんぷ）と呼ぶ。例えば「網」は元々「网」であったが、音を明示するために声符の「亡」を加えて「罔」とし、後にさらに意味を明示するために義符の「糸」を加えて「網」とした。